# Sjabolovskaja
Sjabolovskaja (Russisch: Шаболовская) is een station aan de Kaloezjsko-Rizjskaja-lijn van de Moskouse metro.

## Geschiedenis
Het station werd gebouwd als onderdeel van het eerste deel van de Kaljoezjsko-radius (Oktjabrskaja – Novye Tsjerjomoesjki). De ondergrondse ruwbouw was gereed bij de opening van de lijn in 1962, maar geologische omstandigheden bemoeilijkten de bouw van de schacht voor de roltrappen. Samen met de verwachting dat het aantal reizigers gering zou zijn zolang de lijn niet tot in het centrum zou lopen was dit aanleiding om de opening van het station uit te stellen. De opening als 115e metrostation van Moskou vond pas plaats op 5 november 1980. De bouw leverde ook een aantal archeologische vondsten die zijn ondergebracht in het Museum van Moskou aan de Zoebovskiboulevard bij metrostation Park Koeltoery.

## Architectuur en ligging
Het stationsgebouw ligt aan de westkant van de Sjabolovskaja Oelitsa ter hoogte van het omroepcentrum aan de oostkant van de straat. Dit omroepcentrum met de Sjabolovka-toren was de thuisbasis van Radio Moskou. Het bovengrondse deel van het station is ontworpen door de archtiecten N.I. Demtsjinski en J. A. Kolesnikova. De stationshal is rechtstreeks met roltrappen verbonden met de ondergrondse middenhal. Ondergronds is er sprake van een pylonenstation dat is ontworpen door I.G. Petoechovoj en V.P. Katsjoerintsa. De perrons op 46,5 meter diepte liggen ten noorden van de Oelitsa Akademik Petrovskogo. Doordat de afbouw van het station later heeft plaatsgevonden is het geheel ook in een andere stijl dan de pylonenstations uit de jaren 60. De middenhal is slechts 104 meter lang in plaats van de standaard 162 meter en is daarmee het enige pylonenstation met een verkorte middenhal in Moskou. De gemiddelde lengte van de middenhal bij stations met slechts een uitgang bedraagt 145 meter. Het thema van het station is de omroep en het glas in loodraam aan het noordeinde van de middenhal laat dan ook de radiogolven en televisies in alle windrichtingen zien. De tunnelwanden langs de sporen zijn bekleed met gegolfd aluminium. De perrons en de vloer van de middenhal bestaan uit grijs ganiet en voor de vloer in de doorgangen tussen de pylonen is rood graniet gebruikt. De pylonen zijn aan de onderkant bekleed met koelga-marmer.

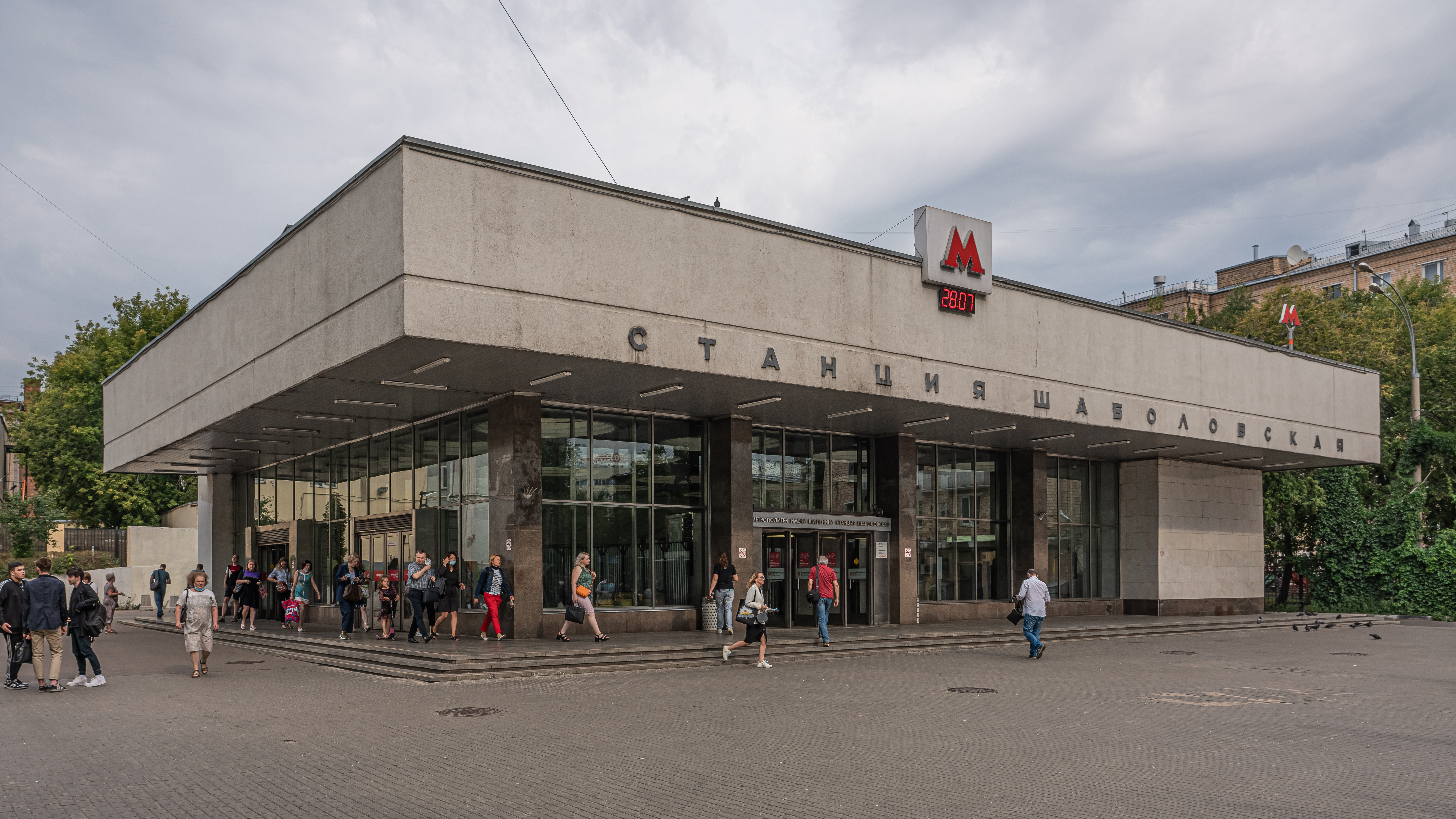
Het toegangsgebouw
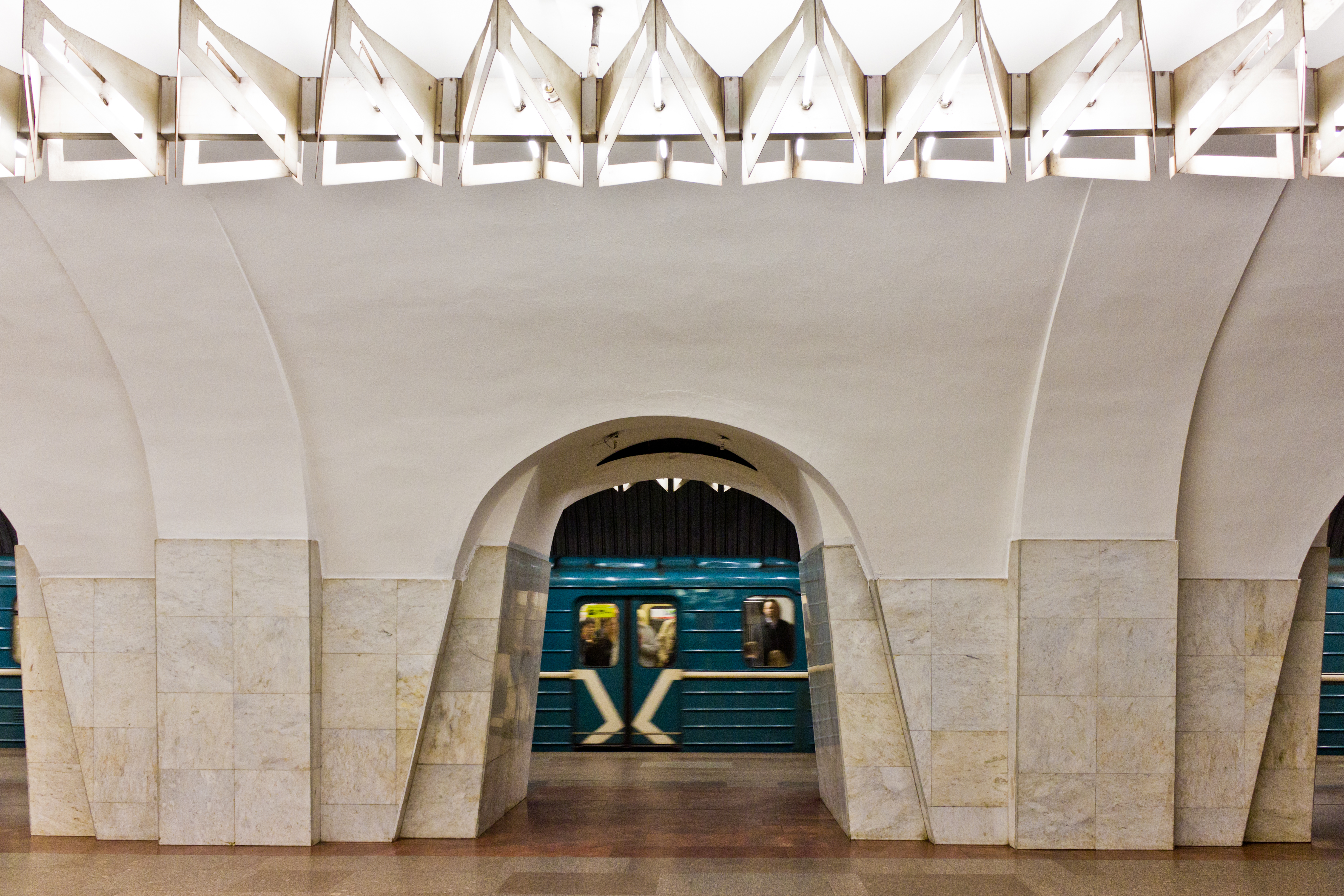
Doorgang tussen middenhal en perron
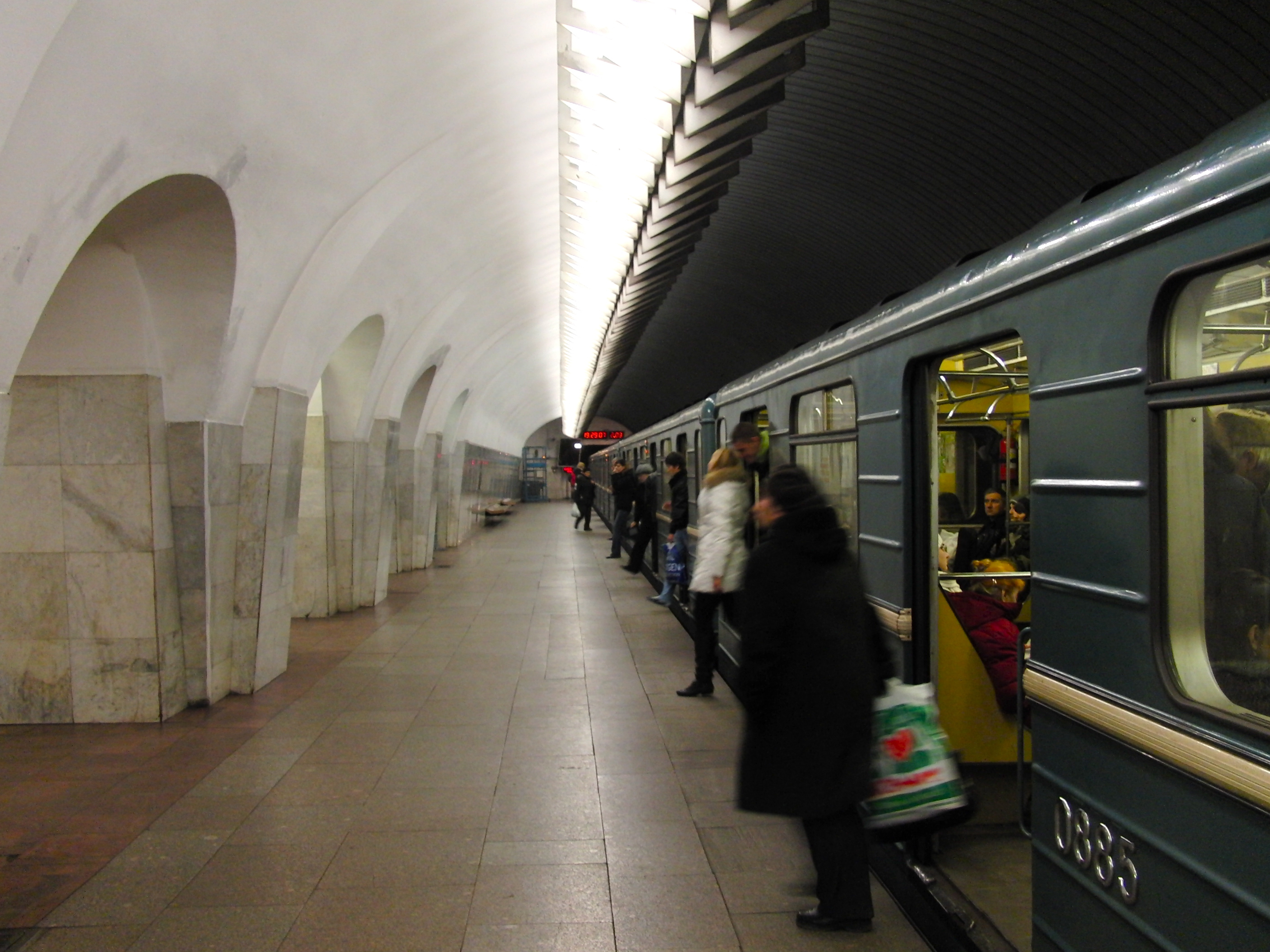
Het perron

## Metroverkeer
Het aantal reizigers bedroeg bij een telling in maart 2002 gemiddeld 47.200 per dag. De eerste metro richting het centrum vertrekt op werkdagen om 5:46 uur, op oneven dagen in het weekeinde om 5:45 uur en op even dagen om 5:49 uur. Naar het zuiden vertrekt in het weekeinde de eerste metro om 5:59 uur, op even werkdagen om 5:57 uur en op oneven werkdagen om 5:58 uur.  Sinds 2016 bestaat een plan om na 2030 de Roebljevo-Archangelsk-lijn en de Birjoeljovo-radius te koppelen met een verbinding langs Sjabolovskaja waar een overstap tussen de beide lijnen zal komen.